# Gudrun Pausewang
Gudrun Pausewang (Wichstadl (tegenwoordig Mladkov), 3 maart 1928 – Bamberg, 23 januari 2020) was een Duitse schrijfster van onder meer kinder- en tienerboeken. Ze schreef ook sciencefiction voor jonge volwassenen.
Tot haar bekendste - en gelauwerde - werken worden gerekend:
- Die Not der Familie Caldera (1977)
- Ich habe Hunger, ich habe Durst (1981)
- Die letzten Kinder von Schewenborn (1983)
- Die Wolke (1987)

In deze laatste roman beschrijft de schrijfster de belevenissen van een stralingsslachtoffer in een Duitse kernenergiecentrale. De roman werd in 2006 verfilmd.
Vertaling in het Nederlands door Ernst van Altena verscheen bij Facet in 1989 als De Wolk

## Prijzen
- 1977 Buxtehuder Bulle voor "Die Not der Familie Caldera"
- 1981 La vache qui lit voor "Ich habe Hunger, ich habe Durst"
- 1981 Preis der Leseratten voor "Ich habe Hunger, ich habe Durst"
- 1983 La vache qui lit voor "Die letzten Kinder von Schewenborn"
- 1983 Buxtehuder Bulle voor "Die letzten Kinder von Schewenborn"
- 1988 Deutscher Science Fiction Preis voor "Die Wolke"
- 1988 Deutscher Jugendliteraturpreis voor "Die Wolke"
- 1988 Kurd-Laßwitz-Preis voor "Die Wolke"
- 1998 George-Konell-Preis der Landeshauptstadt Wiesbaden
- 1999 Orde van Verdienste van de Bondsrepubliek Duitsland
- 2009 Eduard-Bernhard-Preis des BUND Hessen voor "Die Wolke"
- 2009 Großer Preis der Deutschen Akademie für Kinder- und Jugendliteratur e.V. Volkach voor haar volledige oeuvre

- Bibsys: 90074232
- Biblioteca Nacional de España: XX1148264
- Bibliothèque nationale de France: cb136272426 (data)
- CiNii: DA03925177
- Digitale Bibliotheek voor de Nederlandse Letteren: paus002
- Gemeinsame Normdatei: 118842706
- International Standard Name Identifier: 0000 0001 0799 2354
- Library of Congress Control Number: n85802601
- Nationale Bibliotheek van Letland: 000014700
- MusicBrainz: c854b722-1fcd-4f87-a4ee-ee0334d605d0
- Bibliotheek van het Japanse parlement: 00452320
- Nationale Bibliotheek van Tsjechië: jn19990006408
- Nationale bibliotheek van Australië: 35412940
- Nationale Bibliotheek van Israël: 987007266330505171
- Nationale Bibliotheek van Polen: a0000001719743
- Nationale en Universitaire bibliotheek Zagreb: 000030406
- Nederlandse Thesaurus van Auteursnamen: 069665079
- Istituto Centrale per il Catalogo Unico: CFIV083192
- Système universitaire de documentation: 02853302X
- Trove: 943741
- Virtual International Authority File: 38381610
- WorldCat: E39PBJvt7hWj99Bc4GPKdyVcT3